# Studenten

Studentmössa.

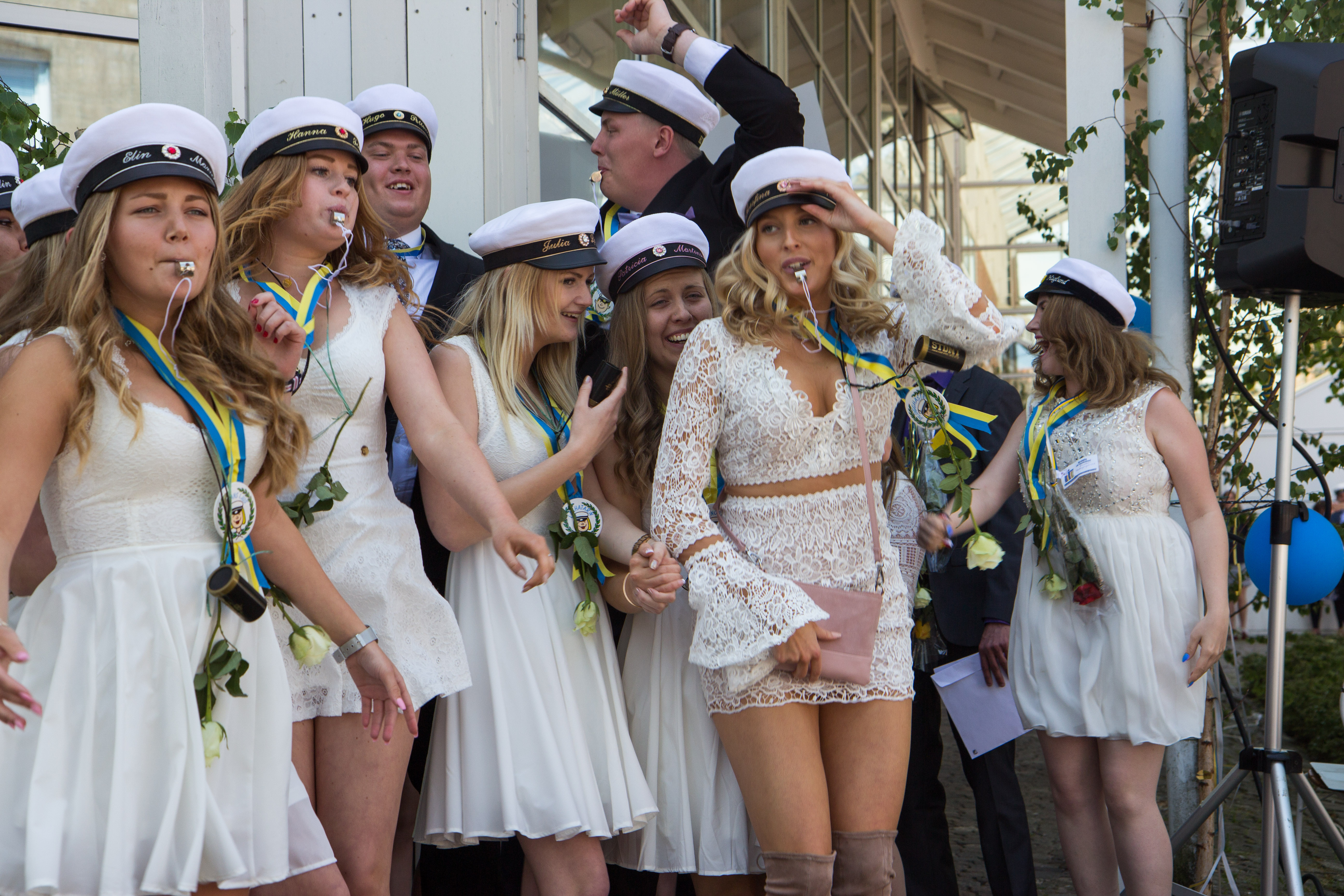
Utspringet i Österlengymnasiets 2017.

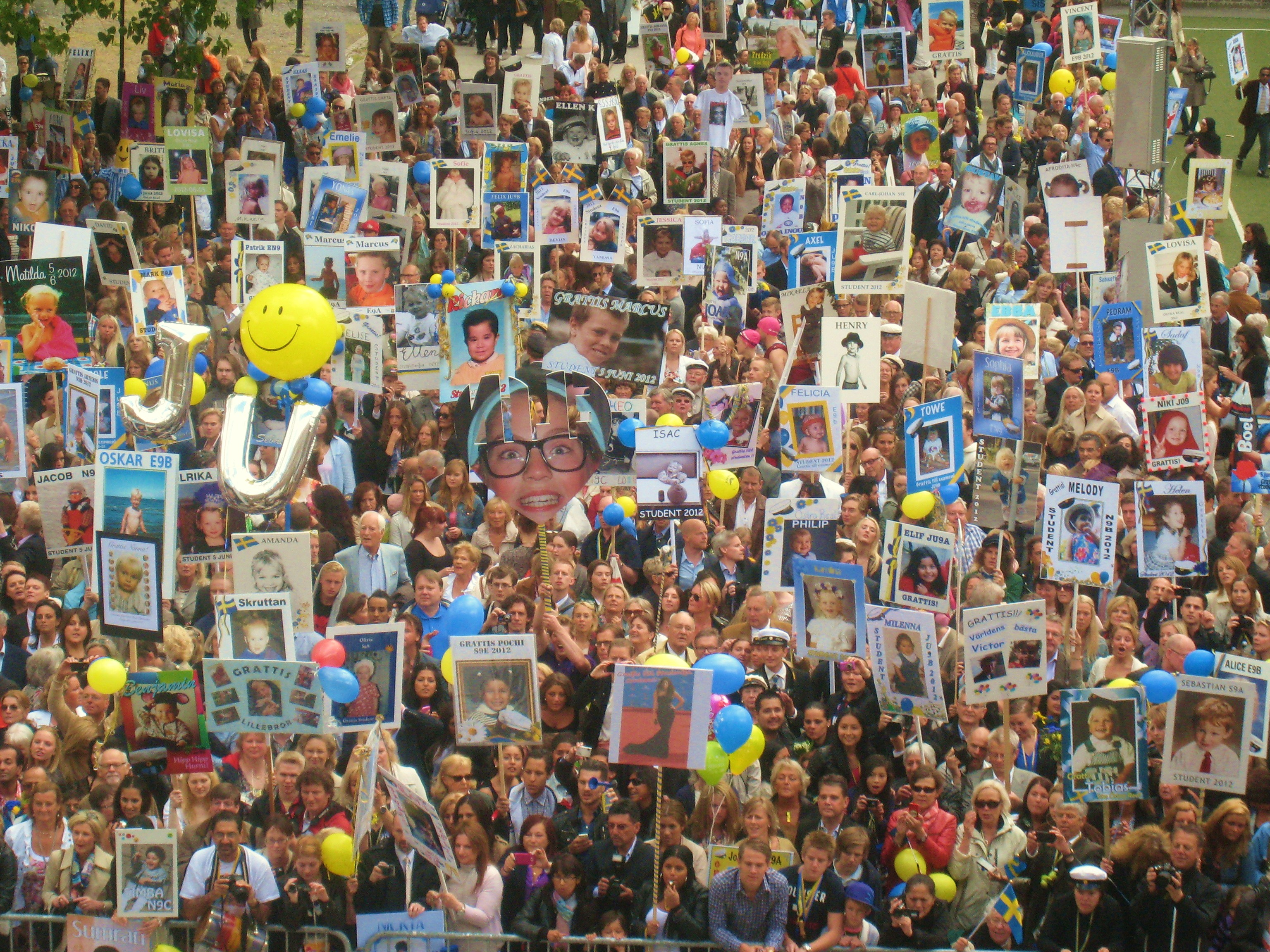
Avhämtning. Släkt och vänner väntar på skolgården.

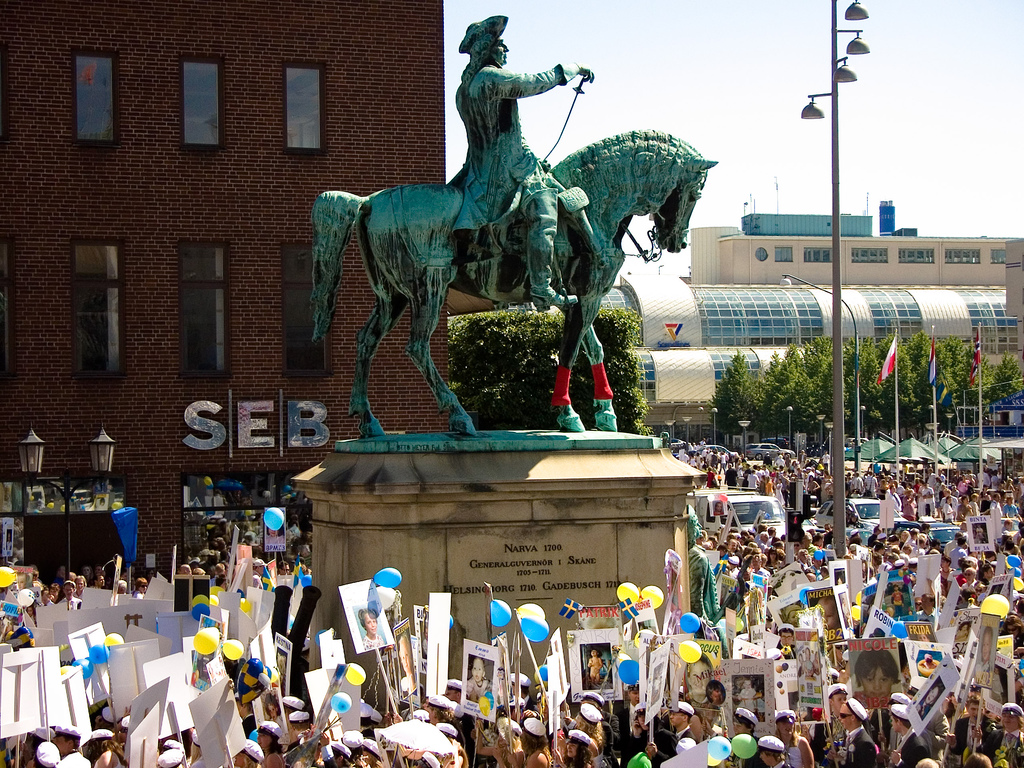
Studenter i Helsingborg går de traditionella sju varven kring statyn av Magnus Stenbock på Stortorget efter utspringet från Terrasstrapporna.

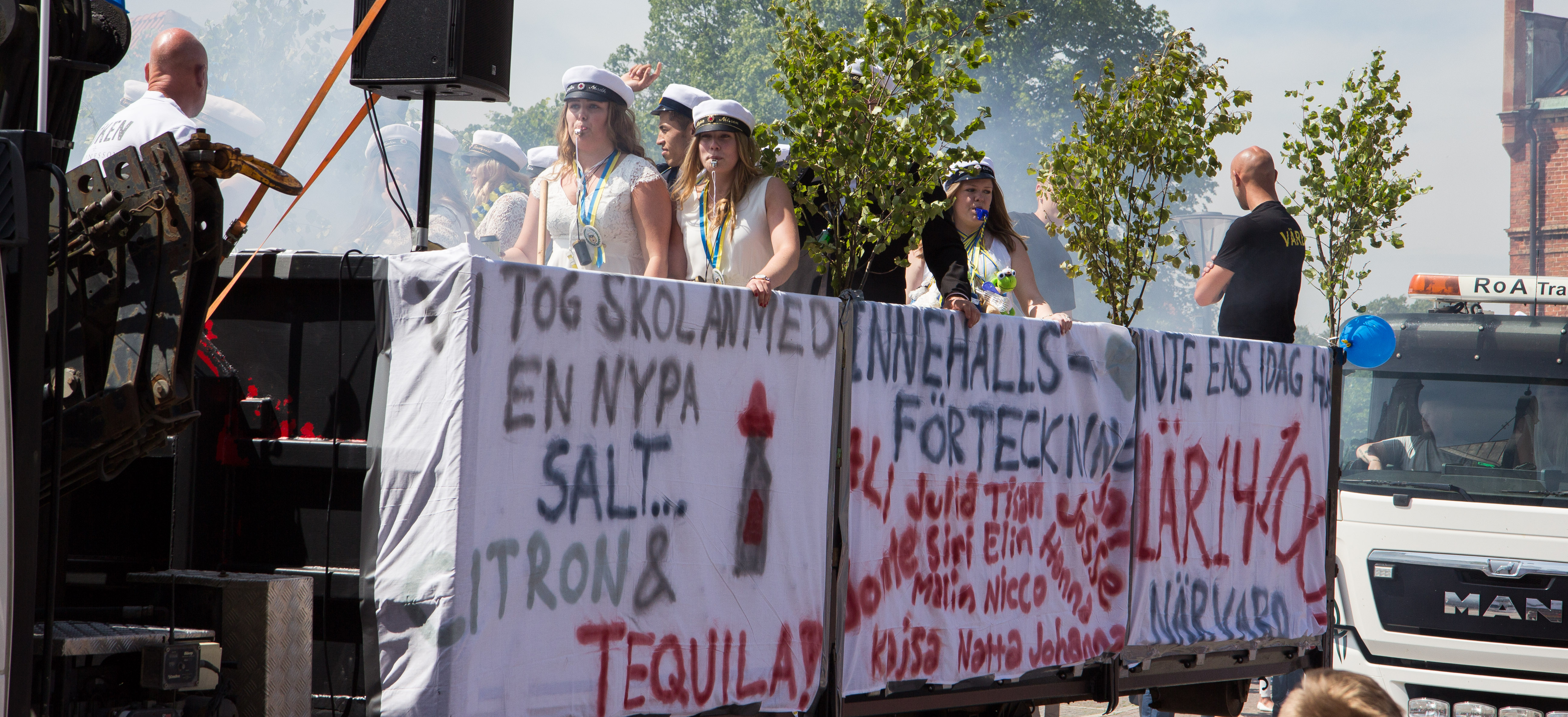
Studenter firar med att åka flak, 2017.

Gymnasieskolornas avslutning i Sverige och festligheterna däromkring (vardagligt kallade studenten eller studentexamen) skiljer sig mellan olika skolor, men har gemensamma drag. Studenthändelserna inleds i april med mösspåtagning för studenterna. Studenterna brukar arrangera bal i slutet av läsåret. I skolan kan studentdagen innehålla en musikkonsert, utdelning av stipendier och andra utmärkelser.
På avslutningsdagen sjunger studenterna studentsånger. Studentavslutningen på skolan avslutas med ett så kallat "utspring", då studenterna lämnar skolan. Utspringet kan följas av korteger genom orten, i samband med vilket studenterna ofta färdas på ett flak eller släp efter ett fordon. Efter firandet i skolan och eventuellt kyrkan är det vanligt att studentmottagning arrangeras i hemmet för varje enskild elev.

## Historik
Flera begrepp och symboler, bland annat själva begreppet "studenten", härstammar från tiden då gymnasieutbildningen i Sverige avslutades med studentexamen. Efter examen började festen.

### Studentexamen blev studenten
År 1964 fattade riksdagen beslut om att avskaffa studentexamen i Sverige av flera olika skäl. Tanken var att införa ett nytt och effektivare system. Den sista kullen studenter från de vanliga läroverken gick ut i maj 1968, vilket var planerat sedan tidigare. Därefter trädde förändringen i kraft, även om begreppet "studentexamen" levt vidare i folkmun parallellt med "studenten". Förändringarna medförde bland annat att studentskrivningarna ersattes med centrala prov. I andra nordiska länder finns den gamla studentexamen och tillhörande traditioner kvar (publicerat 2020).
Frånvaron av en verklig examen som anledning, tillsammans med den samtida revoltandan i det svenska samhället, gjorde att studentfirandet antog betydligt mindre proportioner.[källa behövs] Under 1970-talet förekom inga större firanden. Sedan 1980-talet och särskilt efter gymnasiereformen på 1990-talet, då även yrkesförberedande utbildningar blev treåriga efter att tidigare ha varit tvååriga, samtidigt som det blev lättare att införskaffa större mängder av starka drycker, ökade dock studentfirandet och blev mer och mer offentligt, delvis lokaliserat till gator och torg.[källa behövs]
I Sverige har studentfirandet blivit en viktig övergångsrit för tonåringar, efter att tidigare mer förknippats med ceremonin vid konfirmationen.

### Tillfälligt ändrade rutiner
På grund av coronavirusutbrottet 2020–2021 i Sverige tog Folkhälsomyndigheten fram särskilda rekommendationer inför studentexamen 2020 i syfte att begränsa spridningen av viruset. Rekommendationerna innebar bland annat att skolklasser inte rekommenderades åka på fordonsflak, samt att stora bjudningar och stora samlingar skulle undvikas.

## Traditioner och firande
Firandet av studenten skiljer sig inom Sverige. Studenthändelserna kan inledas med mösspåtagning för studenterna några veckor före examen. Skolans huvudman beslutar om den. Studentmössan har använts i Sverige från mitten av 1800-talet och bär emblem och ibland även tofsar, broderier och annan utsmyckning. Sverige har en egen utformning som skiljer sig något från andra länders, och det förekommer även variationer i Sverige. Studentmössan bärs även på avslutningsdagen.
Studenterna brukar också arrangera bal i slutet av läsåret, ofta på någon annan plats än skolan. På en studentbal är det vanligt att man klär upp sig och kommer i par. Klädkoden varierar. Att gå på studentbalen brukar vara frivilligt för studenterna och på grund av planering och eventuella begränsningar krävs ofta en föranmälan.
På själva studentdagen kan det förekomma champagnefrukost, antingen hemma hos någon av studenterna eller utomhus i en park. I skolan kan studentdagen innehålla en musikkonsert, studentlunch, utdelning av stipendier, och andra utmärkelser. Studentavslutning i kyrkan kan också förekomma. På avslutningsdagen sjunger studenterna studentsånger. Från slutet av 1900-talet och framåt är det vanligt att studenterna sjunger "Vi har tagit studenten, för vi har tagit studenten. Vi har tagit studenten, fy fan vad vi är bra!" till melodin i den engelskspråkiga hyllningssången For He's a Jolly Good Fellow, som i sin tur är baserad på franska folk- och barnvisan Malbrough s'en va-t-en guerre. Ett annat exempel är Studentsången, vars musik är komponerad av prins Gustaf.

### Utspringet
Studentavslutningen på skolan avslutas med ett så kallat "utspring", då studenterna lämnar skolan, precis som vid studentexamen fram till 1968. Utspringet sker ofta i ett tillstånd av glädjeyra med inslag av sång, dans, vinkande och ropande. På skolgården uppvaktas studenterna av anhöriga och vänner som kan bära plakat med ett förstorat foto på studenten som barn. På plakaten kan även studentens namn, klass, årtal och korta gratulationer förekomma.

### Studentkortege och studenttåg
På många håll ordnas studentkorteger eller studenttåg efter utspringet, som vanligtvis går genom orten. I samband med det eller under hemtransport förekommer studentflak. Det innebär att studenterna färdas på ett flak eller släp efter ett fordon, vanligen lastbil eller traktor. År 2006 blev det olagligt att färdas på flak, men Vägverket har godtagit undantag i lagen i samband med studentflak och karnevalståg, under förutsättning att vissa säkerhetskrav uppfylls. Ofta smyckas släpen eller flaken med björkris, ballonger och lakan med texter, sloganer eller klassnamn. På studentflaket kan studenterna skåla, skratta, sjunga och skrika. Fordonet brukar även tuta. Massmedia har i studenttider uppmärksammat de olyckor som ibland inträffat i samband med studentflak. Bland annat studenter som ramlat av flaket. På grund av olyckorna har Vägverke t velat skärpa undantagsreglerna.

### Studentmottagning och fest

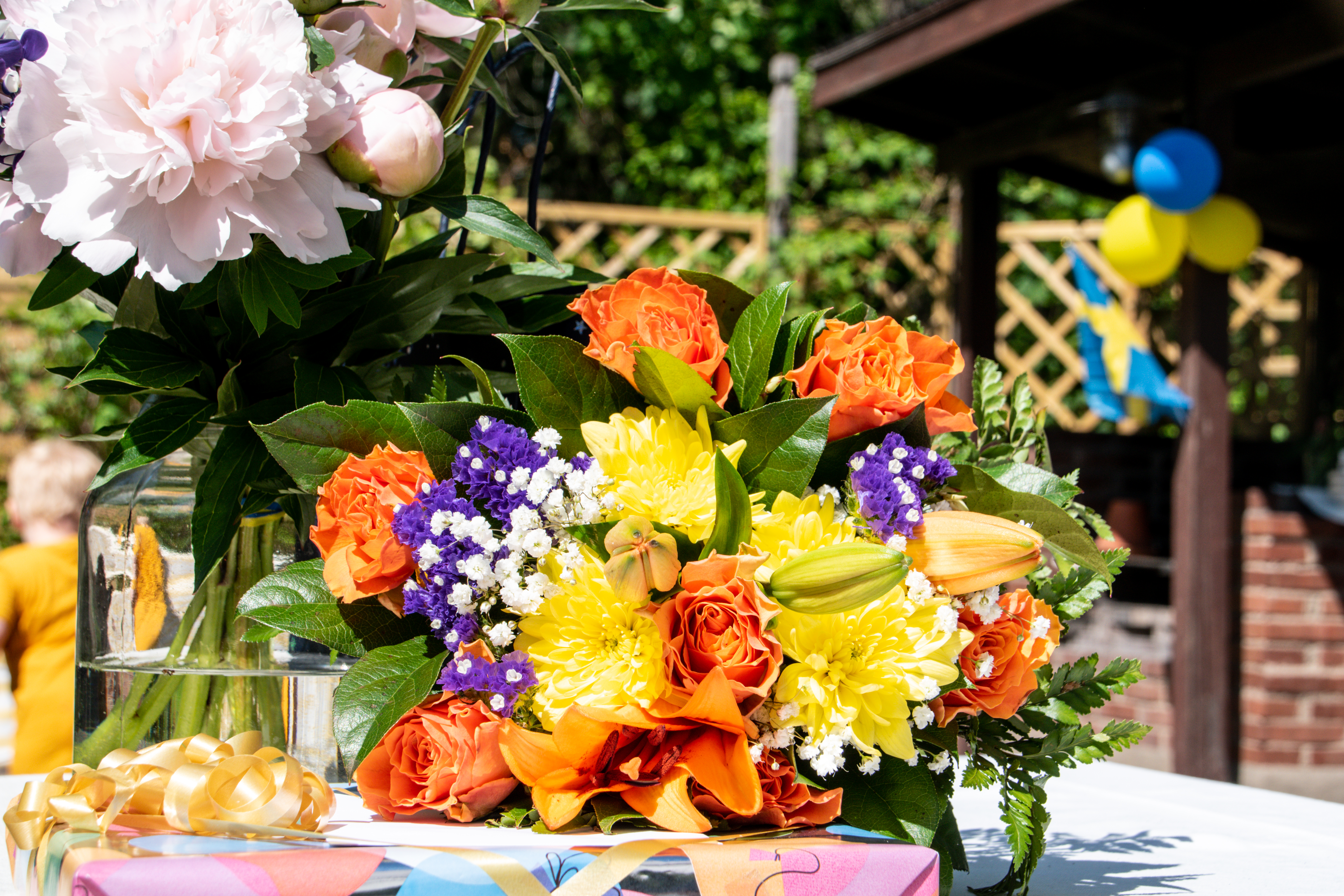
Dekorationer till studentmottagning.

Efter firandet i skolan och eventuellt kyrkan är det vanligt att studentmottagning arrangeras i hemmet för varje enskild elev. Inför det brukar hemmet dekoreras, ofta med ballonger och girlanger i blått och gult, färgstarka blommor och ibland även björkris. Mottagningen kan omfatta mingel, buffé, tårta, diverse drycker och tal tillsammans med familj och släktingar. Ibland beställs catering, och vid dåligt väder kan partytält användas. Personen som tar studenten brukar även erhålla någon present. Studentmottagningen kan följas av fest eller krogbesök med umgänge och drycker.